# 维莱·佩尔托宁
维莱·佩尔托宁（芬蘭語：Ville Peltonen，1973年5月24日—），芬兰男子冰球运动员。他曾代表芬兰参加1994年、1998年、2006年和2010年冬季奥林匹克运动会冰球比赛，获得一枚银牌和三枚铜牌。2021年，维莱·佩尔托宁出任德國男子冰球隊助理教練。

## 个人生活
佩尔托宁的妻子是芬兰花样滑冰运动员。他们共有四个孩子。